# Renoncule à feuilles de parnassie
Ranunculus parnassifolius
Espèce
La renoncule à feuilles de parnassie (Ranunculus parnassifolius) est une espèce de plantes de la famille des Renonculacées.